# Seaborne Airlines

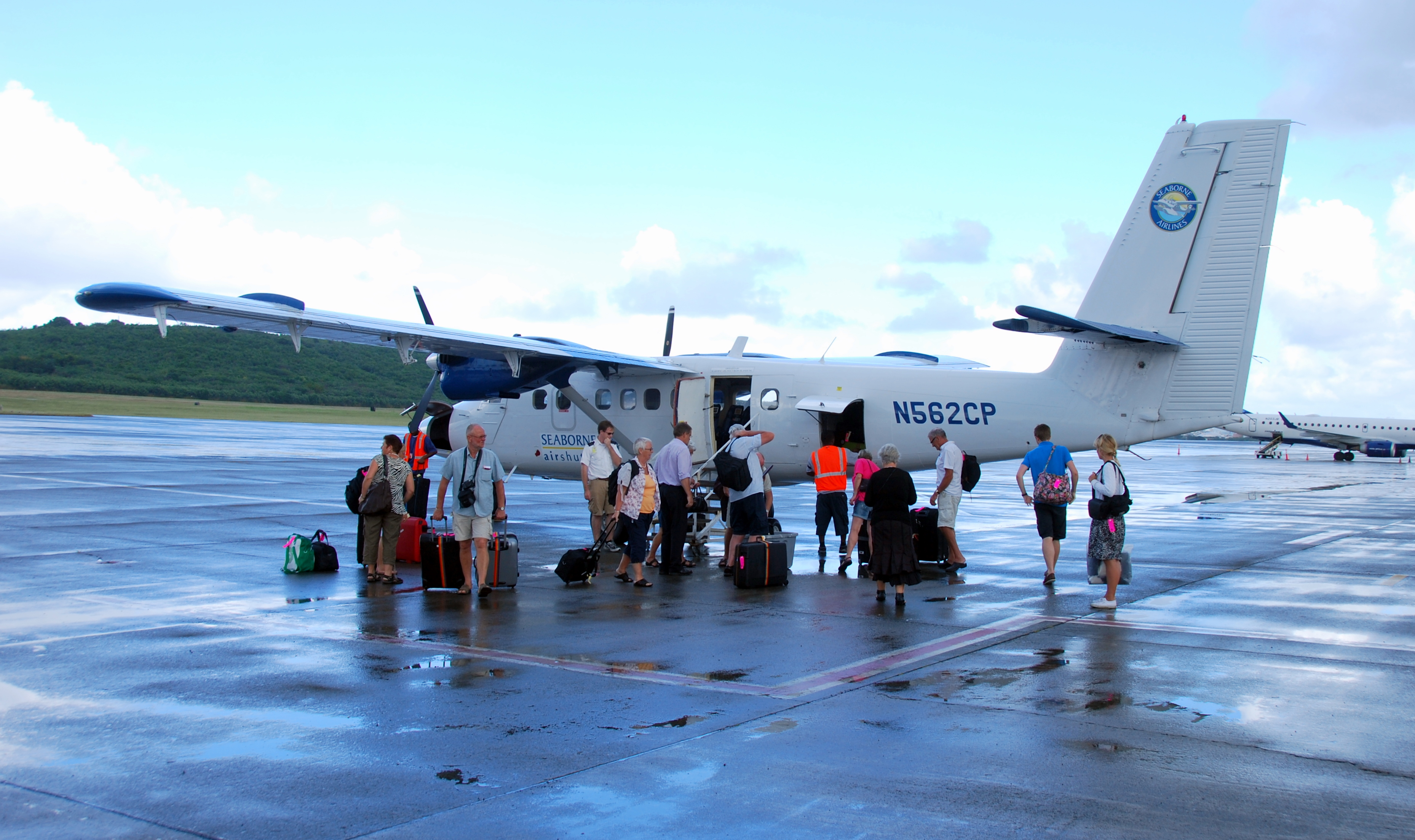
Seaborne Airlines DHC 6-300 (N562CP) à Aéroport international Henry E. Rohlsen, Sainte-Croix.

Seaborne Airlines (Code AITA : BB ; code OACI : SBS) est une compagnie aérienne américaine, basée aux Îles Vierges américaines desservant également Porto Rico avec des petits hydravions.
Depuis avril 2018, la compagnie aérienne appartient à sa société mère Silver Airways.

## Flotte

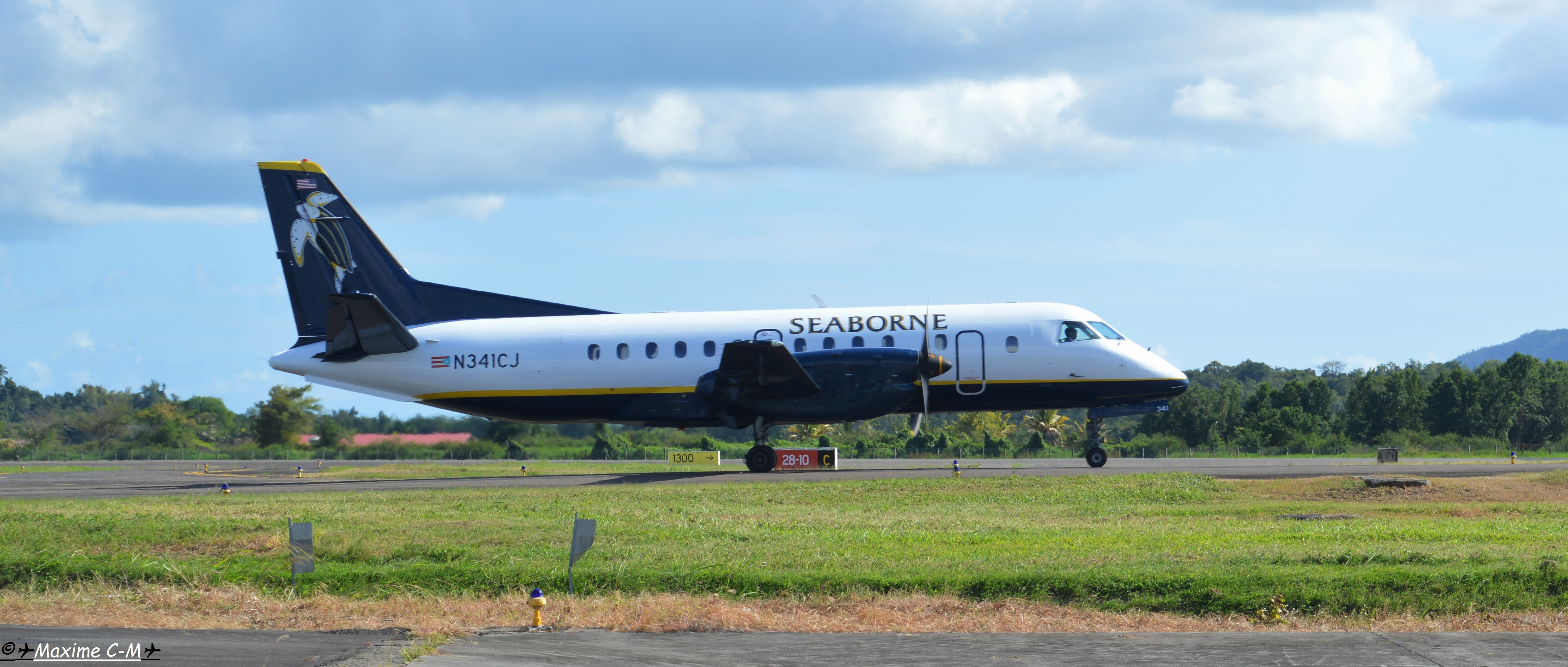
Un Saab 340 de Seaborne Airlines.

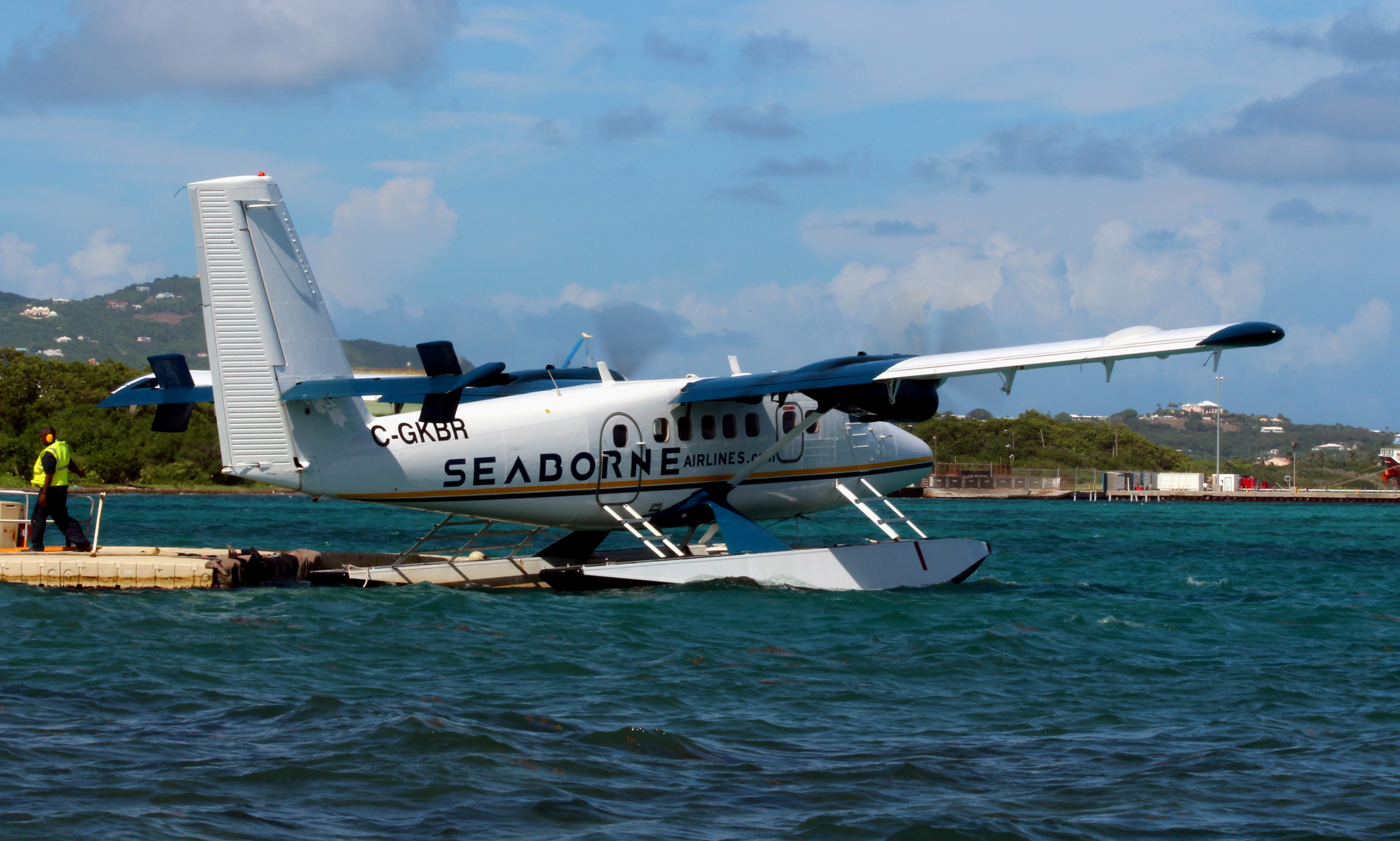
Un DHC-6 Twin Otter de Seaborne Airlines à Christiansted Harbor Seaplane Base sur l'île Sainte-Croix.

En janvier 2023, la flotte de Seaborne Airlines est composée des appareils suivants :
| Avion            | En service | Commandes | Passagers | Notes                               |
| ---------------- | ---------- | --------- | --------- | ----------------------------------- |
| DHC-6 Twin Otter | 2          | —         | 15        | Exploite les services d'hydravions. |
| Total            | 2          |           |           |                                     |